# Rogliano (Italie)
Pour les articles homonymes, voir Rogliano (homonymie).
Rogliano est une commune de la province de Cosenza, dans la région de Calabre, en Italie. C'est la plus grande commune de la vallée du Savuto, le fleuve qui traverse son territoire. Rogliano est aussi appelé le bourg des 12 églises.

## Géographie
Rogliano est desservie par l'autoroute A2, en sortant au dédouanement de Piano Lago.

## Histoire
Cette commune a des origines latines, et elle a été détruite (sauf quelques quartiers) en 1638 par un tremblement de terre.

## Culture
Les attractions les plus célèbres sont le Musée d'Art Sacré, dédié à saint Joseph, le dôme des Saintes Pierre et Paul et les églises dédiées à Sainte Marie et sainte Lucie.

## Administration
| Période                                  | Période  | Identité       | Étiquette | Qualité |
| ---------------------------------------- | -------- | -------------- | --------- | ------- |
| 30 mai 2006                              | En cours | Giuseppe Gallo | L'Union   |         |
| Les données manquantes sont à compléter. |          |                |           |         |

### Communes limitrophes
Aprigliano, Marzi, Parenti, Santo Stefano di Rogliano

## Personnalités liées à la commune
- Giuseppe Gallo, peintre et sculpteur, né le 16 mars 1954 à Rogliano.